# یوکی کول
یوکی کول (انگلیسی: UK Coal) شرکت خوشه‌ای بریتانیایی است، که در سال ۱۹۷۴ تأسیس شد.